# The Desert Horseman
The Desert Horseman è un film del 1946 diretto da Ray Nazarro.
È un western statunitense con Charles Starrett, Adele Roberts, Walt Shrum e Smiley Burnette. Fa parte della serie di film western della Columbia incentrati sul personaggio di Durango Kid.

## Produzione
Il film, diretto da Ray Nazarro su una sceneggiatura di Sherman L. Lowe, fu prodotto da Colbert Clark per la Columbia Pictures e girato nell'Iverson Ranch a Chatsworth, Los Angeles e ad Agoura, California, dal 23 al 31 agosto 1945. Il titolo di lavorazione fu Phantom of the Desert.

## Distribuzione
Il film fu distribuito negli Stati Uniti dall'11 luglio 1946 al cinema dalla Columbia Pictures.
Altre distribuzioni:
- in Brasile (Fantasma do Deserto)
- nel Regno Unito (Checkmate)
- in Grecia (O kavallaris tis erimou)

## Promozione
Le tagline sono:
- RANGE RULER!
- THE WEST'S TOP ACTION FUN AND TUNE TEAM!